# Sikorsky S-72
Sikorsky S-72 (X-Wing) – amerykański śmigłowiec doświadczalny z napędem hybrydowym opracowany przez Sikorsky Aircraft Corporation w pierwszej połowie lat 70. XX wieku.

## Historia
Na początku lat 70. XX wieku, United States Army oraz NASA zainicjowały program Rotor Systems Research Aircraft (RSRA). Jego celem była budowa śmigłowca hybrydowego przeznaczonego do testów wirników głównych w locie z dużymi prędkościami. Kontrakt na budowę dwóch prototypów śmigłowca otrzymała firma Sikorsky Aircraft w styczniu 1974 roku. W celu redukcji kosztów budowy śmigłowca sięgnięto po istniejące już rozwiązania. Zespół napędowy pochodził ze śmigłowca Sikorsky S-61, cywilnej wersji Sikorsky SH-3 Sea King. Z maszyny Sikorsky S-67 Blackhawk pochodził zmodyfikowany kadłub. Przewidywano loty śmigłowca w różnych konfiguracjach. Podstawowa, typowego śmigłowca z klasycznym wirnikiem głównym i wirnikiem ogonowym. Jako śmigłowiec hybrydowy, w którym do kadłuba można było przymocować dodatkowe skrzydła oraz (lecz niekoniecznie) dodatkowy napęd w postaci dwóch silników odrzutowych umieszczanych po obu stronach kadłuba lub w konfiguracji samolotowej, w której usuwano wirnik główny, pozostawiając skrzydła, silniki odrzutowe i wirnik ogonowy. Jako pierwszy do swojego dziewiczego lotu wzniosła się maszyna (nr 545) w standardowej konfiguracji śmigłowcowej 12 października 1976 roku. Do lutego 1977 roku poddawana była próbom fabrycznym, a następnie przekazana do NASA Langley Research Center w Wirginii. 10 kwietnia 1978 roku dokonano oblotu drugiego prototypu (nr 546), ale tym razem zbudowanego w wersji hybrydowej. Maszyna zaopatrzona była w dodatkowe skrzydła i silniki odrzutowe. Na początku 1979 roku program badań prowadzonych w ramach RSRA przeniesiono z Wirginii do NASA Dryden Flight Research Center mieszczącej się w Edwards Air Force Base w stanie Kalifornia. 11 lutego 1979 roku do Edwards dotarł pierwszy, śmigłowcowy S-72, który na miejscu otrzymał nazwę własną „Heathcliff”, nowy numer 740 (numer rejestracyjny N740NA). We wrześniu tego samego roku na miejsce przybył drugi, hybrydowy egzemplarz. Śmigłowiec otrzymał nazwę własną „Gertrude” i nowy numer boczny 741 (numer rejestracyjny N741NA).

### X-Wing

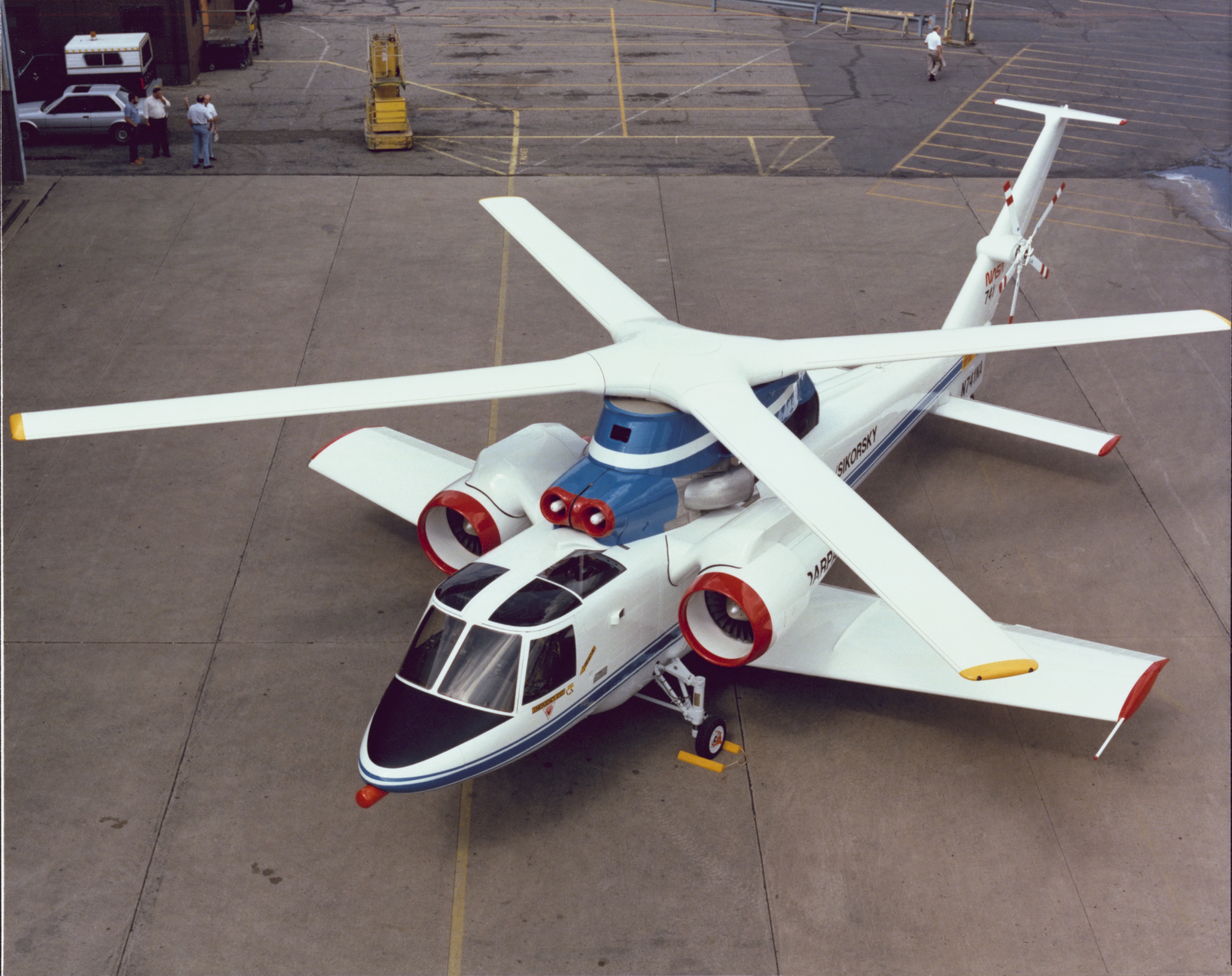
X-Wing

W połowie lat 70. XX wieku Defense Advanced Research Projects Agency (DARPA) wraz z United States Navy rozpoczęła prace nad nowym rodzajem wirnika (wirnikopłata) zwanym skrzydłem X (typu X/X-wing). Wirnik posiadał sztywną głowicę i cztery szerokie łopaty o symetrycznym profilu na całej długości. Podczas pionowego startu, lądowania i zawisie oraz w locie poziomym z niewielką szybkością wirnik używany był jak klasyczny wirnik główny śmigłowców. Gdy maszyna przechodziła do bardzo szybkiego lotu poziomego, wirnik pozostawał nieruchomy, tworząc powierzchnie nośne w układzie X. Skrzydła miały symetryczny profil i nie miały powierzchni sterowych, zatem do sterowania powstającą na nich siłą nośną wykorzystano efekt Coandy. Aby wykorzystać to zjawisko, wzdłuż obydwu krawędzi na górnych powierzchniach płatów umieszczono szczeliny, przez które tłoczono powietrze pod zmiennym ciśnieniem. Tak zaprojektowane wirnikopłaty o średnicy 7,62 m przetestowano w tunelu aerodynamicznym należącym do NASA Ames Research Center. Pozytywny wynik badań skłonił US Navy, DARPA i NASA do przeprowadzenia prób już w warunkach rzeczywistych. W tym celu Sikorsky otrzymał w 1982 roku zlecenie przebudowania jednego z egzemplarzy S-72 do wersji z zamontowanym wirnikopłatem o średnicy 15,54 m i szerokości każdego z czterech płatów wynoszącej 1,03 m. Do przebudowy wybrano drugi prototyp (nr 741), którego uroczysta prezentacja, już po przebudowie, odbyła się 19 sierpnia 1986 roku. 25 września tego samego roku maszyna znalazła się w NASA Dryden Flight Research Center w celu prowadzenia dalszych badań. Z teoretycznych obliczeń, wynikało, że X-Wing będzie w stanie osiągnąć prędkość rzędu 833 km/h. Rok później, na pierwszym etapie prac, jeszcze bez zamontowanego wirnikopłata, 4 listopada 1987 roku przeprowadzono próby bardzo szybkiego kołowania maszyny. Trzy dni później, podczas trwających kołowań, S-72 oderwał się od ziemi i wzniósł, podczas trwającego 16 sekund lotu na wysokość 7,6 m. Maszyna w tym momencie nadal nie miała zainstalowanego wirnikopłata. Oficjalnego oblotu śmigłowca, nadal bez wirnika, dokonano 2 grudnia 1987 roku. W styczniu 1988 roku, z powodu zaprzestania dalszego finansowania badań, program prób został zakończony. Tym samym, S-72 nigdy nie wzniósł się w powietrze w docelowej konfiguracji z czterołopatowym wirnikopłatem. Na dalszym etapie badań, NASA i DARPA planowały zastąpienie jednostki napędowej dla wirnika i dwóch silników odrzutowych przeznaczonych do realizacji lotu poziomego pojedynczym silnikiem zasilającym wał wirnika i wytwarzającym ciąg niezbędny do lotu poziomego. Prace były na tyle zaawansowane, że w 1984 roku firma General Electric skonstruowała doświadczalny silnik Convertible Engine System Technology (CEST) na bazie silnika turbowentylatorowego TF34-GE-400B. W samolotowym trybie pracy silnik miał posiadać ciąg rzędu 36,6 kN, a w trybie śmigłowcowym moc 5270 KM i dodatkowe 7,7 kN. Prototypowy silnik CEST przechodził do 1986 roku próby na hamowni w NASA Lewis Research Center.

## Konstrukcja
Śmigłowiec posiadał dwa silniki turbinowe General Electric T58-GE-5 o mocy maksymalnej 1400 KM każdy napędzające w wersji śmigłowcowej pięciołopatowy wirnik nośny o średnicy 18,9 m. Kadłub mieścił trzyosobową załogę: dwóch pilotów siedzących obok siebie i stanowisko inżyniera pokładowego za kabiną pilotów. W opcji hybrydowej dodatkowy napęd stanowiły dwa silniki odrzutowe General Electric TF34-GE-2 (TF34-GE-400A) zamontowane po obydwu stronach kadłuba. Podwozie chowane, trójzespołowe, z tylnym kółkiem ogonowym. Opcjonalnie można było na kadłubie w dolnej jego części zamontować skrzydła o rozpiętości 13,74 m, a na końcu kadłuba, pod nim, dodatkowe usterzenie poziome o rozpiętości 6,35 m.